# Сильвестр II
Сильвестр II (лат. Silvester; бл. 950, Аквітанія, Західна Франкія — 12 травня 1003, Рим, Папська держава) — сто сороковий папа Римський (2 квітня 999 — 12 травня 1003), визначний науковець X століття. Впровадив у Європі знання арабів про арифметику, астрономію та астрологію. Перший папа — француз за походженням.

## Біографія
Ґерберт народився близько 950 року в Оверні, Франція. Близько 963 року він вступив до монастиря святого Ґеральда Аврілакського. У 967 році Борель II, граф Барселонський забрав Ґерберта з собою до Каталонії для навчання.
У 969 році Ґерберт разом з графом Борелем II прибули до Риму, де зустрілись з папою Іваном XIII та імператором Оттоном I Великим. Герберт став учителем сина імператора — Оттона II. Згодом Герберт став викладати в кафедральній школі в Реймсі
У 988 році Ґерберт був кандидатом на престол архієпископа Реймського, проте король Франції Гуго Капет вибрав Арнульфа, який пізніше був усунутий через участь у змові проти короля. У 991 році Ґерберт був обраний архієпископом Реймським, проте папа Іван XV змістив його.
Ґерберт став учителем Оттона III, а папа Григорій V призначив його архієпископом Равеннським у 998 році. За сприяння імператора у 999 році Ґерберт був обраний папою.
У 1001 році населення Рима повстало проти імператора Оттона III та папи, змусивши їх утекти до Равенни. Пізніше Сильвестр II повернувся до Риму, проте невдовзі помер.

## Досягнення
Ґерберт як науковець випередив свій час. Він першим у Європі послугувався арабськими цифрами, проте без нуля, сконструював гідравлічний орган. Ґерберт описав астролябію за 20 років до її винайдення.
Як папа вживав енергійних заходів проти практики симонії та конкубінату серед духовенства. Написав догматичний трактат «De corpore et sanguine Domini».
Вислав корону Стефану I Угорському, який став першим християнським королем Угорщини.

## Ґерберт у легендах

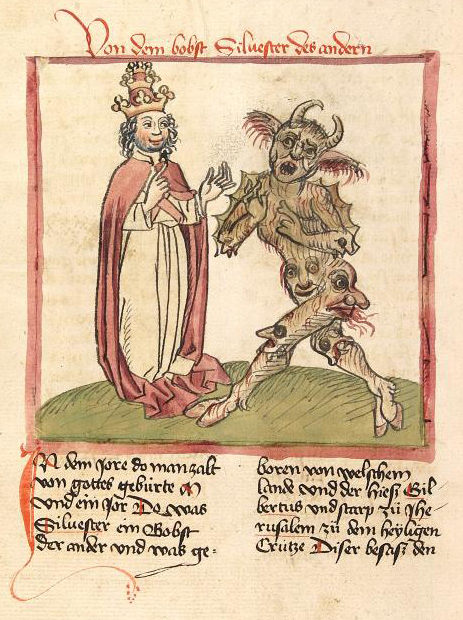
Папа Сильвестр II і диявол

У ХІІ столітті сформувалася легенда про те, що Ґерберт був чорнокнижником (першим цю легенду оповів Вільям Мальмсберійський у творі Gesta regum Anglorum). Надалі легенда доповнювалася. Так, за деякими її версіями Ґерберт вивчав магію та астрологію у мусульманських містах Кордова і Севілья і, навіть, в університеті в Марокко.
Також Вільям Мальмсберійський переказує легенду про те, що Ґерберт володів книгою заклинань, викраденою в одного арабського філософа (власне, в його вчителя магії). Інша легенда стверджує, що він став папою, перемігши диявола в грі в кості.
Легендарний образ Ґерберта-чорнокнижника використав Михайло Булгаков у своєму романі «Майстер і Маргарита»: потребою «розібрати справжні рукописи Ґерберта Аврілакського Х століття», буцімто виявлені в Державній бібліотеці, Воланд пояснює Берліозові й Бездомному свою появу в Москві (розділ І).

## Переклади українською мовою
Ґерберт Аврілакський. Книжечка про «розумне» та «використовувати розум» / Переклад з латини та науковий коментар О. Артамонова // Наукові записки НаУКМА. Філософія та релігієзнавство, (11-12), 135—151. https://doi.org/10.18523/2617-1678.2023.11-12.135-151